# Alfred Duff Cooper

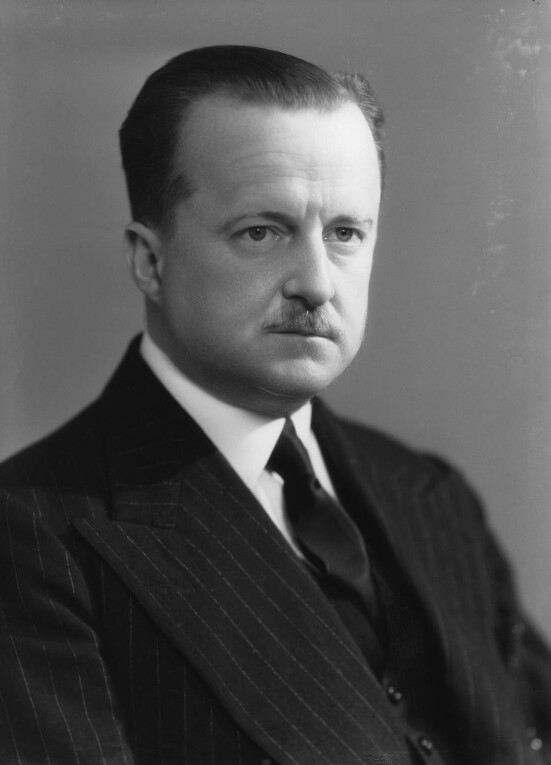

Alfred Duff Cooper, 1e burggraaf van Norwich (Londen, 22 februari 1890 - Atlantische Oceaan, nabij Vigo, 1 januari 1954) was een Brits diplomaat, militair, politiek historicus en politicus voor de Conservatieve Partij.
Cooper studeerde aan de Universiteit van Oxford. In de politieke debatten over de appeasementpolitiek van de late jaren 1930 stelde hij aanvankelijk vertrouwen in de Volkenbond, maar zag hij later in dat een oorlog met nazi-Duitsland onvermijdelijk was geworden. Hij was dan ook een tegenstander van het Verdrag van München van 1938, waardoor hij na het afsluiten van dit verdrag ontslag nam uit de Britse regering. Toen Winston Churchill in mei 1940 eerste minister werd, trad Cooper opnieuw toe tot de regering, als minister van Informatie. Vanaf 1941 bekleedde hij verschillende diplomatieke functies, waaronder deze van Britse vertegenwoordiger bij de Vrije Fransen en later de functie van Brits ambassadeur in Frankrijk.
- Bibsys: 90564878
- Bibliothèque nationale de France: cb11995712v (data)
- Catàleg d'autoritats de noms i títols de Catalunya: 981058516453906706
- CiNii: DA03325544
- Gemeinsame Normdatei: 118676849
- International Standard Name Identifier: 0000 0001 1028 8069
- Library of Congress Control Number: n84014286
- Bibliotheek van het Japanse parlement: 00436585
- Nationale Bibliotheek van Tsjechië: skuk0000259
- Nationale bibliotheek van Australië: 35162420
- Nationale Bibliotheek van Israël: 987007260151605171
- Nationale Bibliotheek van Polen: a0000001911484
- Nationale en Universitaire bibliotheek Zagreb: 000052516
- Nederlandse Thesaurus van Auteursnamen: 069943427
- Réseau des bibliothèques de Suisse occidentale: 02-A000043988
- Istituto Centrale per il Catalogo Unico: RAVV035261
- LIBRIS: 237745
- SNAC: w6rf7mhz
- Système universitaire de documentation: 028042034
- Trove: 847432
- Virtual International Authority File: 68938774
- WorldCat: E39PBJyMcjDpbrXmCPRfdmqfbd